# Ala-Ruokojärvi
Ala-Ruokojärvi är en sjö i kommunen Savitaipale i landskapet Södra Karelen i Finland. Arean är 40 hektar och strandlinjen är 3,42 kilometer lång. Sjön  ingår i Vuoksens huvudavrinningsområde.   Den ligger omkring 46 kilometer väster om Villmanstrand och omkring 180 kilometer nordöst om Helsingfors. 